# Explosiones de Ellerman

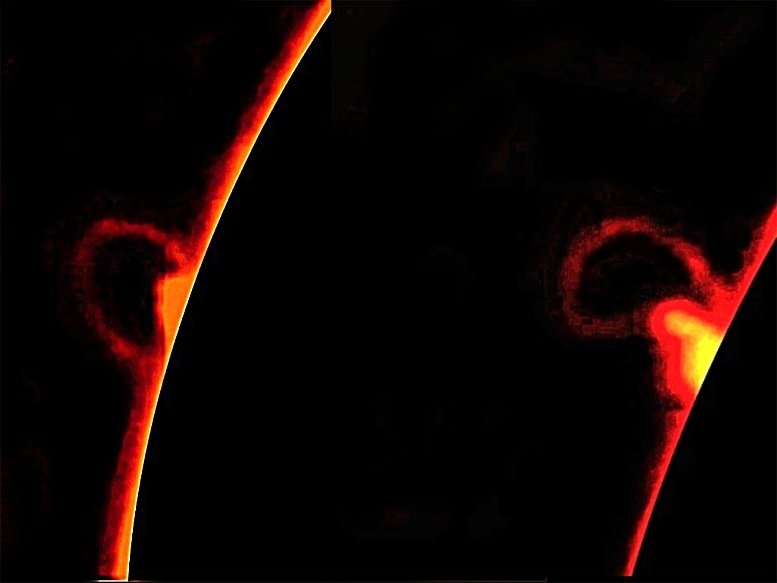
Deflagración solar

Las explosiones de Ellerman (conocidas como Ellerman bombs en inglés) son un tipo de micro deflagraciones solares, denominadas así después de que Ferdinand Ellerman las estudiase a principios del siglo XX. Fue el primero en describirlas en un artículo de 1917.
Este tipo de llamaradas tienen el aspecto de filamentos ígneos que se desplazan aleatoriamente en torno a la superficie del sol, y se forman cuando dos flujos de iones de signo contrario se encuentran en la fotosfera solar.